# Климов, Евгений Юрьевич
Евге́ний Ю́рьевич Кли́мов (21 января 1985) — российский и казахстанский футболист, выступающий на позициях защитника и полузащитника.

## Карьера

### В клубах
Занимался в спортивной школе вместе с Динияром Билялетдиновым, пришёл в футбол в 9 лет. Начинал карьеру в московском ЦСКА, провёл 75 игр за дубль и лишь одну игру за основную команду, и то в Кубке российской Премьер-лиги — второстепенном турнире, в котором многие клубы предпочитали выпускать на поле молодёжь. В 2005 году Климов уехал в Казахстан, где стал основным игроком «Алма-Аты», в составе которой выиграл Кубок Казахстана 2006 года. В 2008 году выступал за ставропольское «Динамо» в зоне «Юг» Второго дивизиона ПФЛ, по окончании сезона клуб был расформирован. В 2009 году был игроком клуба Второго дивизиона ПФЛ «Ставрополье-2009». В сезоне 2010 года играл за «Восток», с которым с первого места вышел из Первой лиги в Премьер-лигу. Однако в сезоне 2011 Евгений выступал за другой клуб Премьер-лиги — «Кайрат».
С 2012 года вновь выступает в Первой лиге Казахстана: первый сезон отыграл за «Байтерек», два следующих провёл в составе «Каспия». В сезоне 2015 года вновь играл за «Байтерек».

### В сборных
Принял казахстанское гражданство, играл за молодёжную сборную этой страны. 26 декабря 2006 года провёл одну игру за главную сборную страны, отыграв первый тайм в матче с Вьетнамом на товарищеском турнире «Королевский кубок» в Таиланде.

## Личная жизнь
Отец — Юрий Климов, футболист, известный по выступлениям за «Уралан» во Второй лиге СССР, мать — глава муниципалитета района, жена — Алина.

## Достижения
«Алма-Ата»
- Обладатель Кубок Казахстана: 2006